# Апостолическо поклонничество на папа Франциск в България
Апостолическото поклонничество на папа Франциск в България през 2019 г. е второто посещение на глава на Римокатолическата църква в България след апостолическото поклонничество на папа Йоан Павел II през 2002 г.
Папата пристигна в България на 5 май 2019 г. по покана на Католическата църква в България и на българската държава. След България на 7 май папата посети Северна Македония.

## Логото и мотото за визитата
Логото за апостолическата визита в България изобразява две ръце, държащи глобус, в който се намира българското знаме и се съсредоточава в Балканския регион, в който се намира България. Поканата към жителите на страната да бъдат миротворци, е символизирана от ръцете и посочена с надпис в жълто, на латински и на български: „Pacem in Terris“ („Мир на земята“). Мотото припомня енцикликата „Мир на земята“ от 11 април 1963 г. на Св. Йоан XXIII, първия апостолически визитатор и папски делегат в България.

## Програма
Папата посещава градовете София и Раковски. Негов преводач е отец Страхил Каваленов.
Неделя, 5 май 2019 (Рим – София)
- 10:00 – пристигане на летище София и посрещнат от министър-председателя Бойко Борисов
- 10:00 – официално посещение при министър-председателя Бойко Борисов
- 10:30 – посрещане на площада пред Президентството
- 10:30 – официално посещение при президента Румен Радев
- 11:00 – среща с властите, гражданското общество и дипломатическия корпус на площад „Атанас Буров“
- 11:30 – официално посещение при патриарх Неофит I и Светия синод
- 13:00 – молитва пред иконостаса на Св. св. Кирил и Методий в Храм-паметник „Свети Александър Невски“
- 16:45 – неделна молитва „Царица Небесна“ (Regina coeli) на площад Княз Александър I

Понеделник, 6 май 2019 (София – Раковски – София)
- 8:45 – посещение на бежански център в София
- 11:15 – света литургия с първо причастие на 242 деца от всички католически енории от Северна и Южна България в църквата „Пресвето сърце Исусово“
- 13:30 – обяд с българските католически епископи в манастира на сестрите Францисканки
- 15:30 – среща с католическата общност в църквата „Свети Архангел Михаил“
- 17:15 – събитие за мир в присъствието на представители на различни религиозни вероизповедания на площад „Независимост“

Вторник, 7 май 2019 (София – Скопие)
- 8:20 – церемония по изпращането на летище София

## Последствия
- През октомври 2019 г. в Апостолическата нунциатура в София е представена книгата „Апостолическото посещение на Негово Светейшество Папа Франциск в България и Северна Македония, 5-7 май 2019“.
- На 27 февруари 2020 г. апостолическият нунций в България архиепископ Анселмо Гуидо Пекорари от името на папа Франциск дарява на Българския патриарх Неофит свети мощи на свети Климент папа Римски и на светия мъченик Потит в сградата на Софийската митрополия. При предаването присъстват епископ Христо Пройков - председател на Междуобредна епископска конференция на Католическата църква в България и отците Страхил Каваленов и Стефан Манолов - генерални викарии на Никополската и Софийско-пловдивската епархии. Светите мощи на светите Климент - папа римски и Потит - мъченик, ще бъдат положени за съхранявани и изложени за поклонение в църква „Света София“.[4]